# Rally Monza de 2020
El Rally Monza de 2020, oficialmente 41. ACI Rally Monza 2020, fue la cuadragésima primera edición del Monza Rally Show y la séptima  y última ronda de la temporada 2020 del Campeonato Mundial de Rally. Se celebró del 3 al 6 de diciembre y contó con un itinerario de dieciséis tramos sobre asfalto que sumarán un total de 241,14 km cronometrados. Fue también la séptima y última ronda de los campeonatos WRC2 y WRC3 y la cuarta y última ronda del JWRC.

## Lista de inscritos
| Num.                     | Piloto                  | Copiloto               | Automóvil              | Equipo                           | Neumático |
| ------------------------ | ----------------------- | ---------------------- | ---------------------- | -------------------------------- | --------- |
| 3                        | Teemu Suninen           | Jarmo Lehtinen         | Ford Fiesta WRC        | M-Sport Ford WRT                 | M         |
| 4                        | Esapekka Lappi          | Janne Ferm             | Ford Fiesta WRC        | M-Sport Ford WRT                 | M         |
| 6                        | Dani Sordo              | Carlos del Barrio      | Hyundai i20 Coupe WRC  | Hyundai Shell Mobis WRT          | M         |
| 8                        | Ott Tänak               | Martin Järveoja        | Hyundai i20 Coupe WRC  | Hyundai Shell Mobis WRT          | M         |
| 11                       | Thierry Neuville        | Nicolas Gilsoul        | Hyundai i20 Coupe WRC  | Hyundai Shell Mobis WRT          | M         |
| 17                       | Sébastien Ogier         | Julien Ingrassia       | Toyota Yaris WRC       | Toyota Gazoo Racing WRT          | M         |
| 18                       | Takamoto Katsuta        | Daniel Barritt         | Toyota Yaris WRC       | Toyota Gazoo Racing WRT          | M         |
| 33                       | Elfyn Evans             | Scott Martin           | Toyota Yaris WRC       | Toyota Gazoo Racing WRT          | M         |
| 44                       | Gus Greensmith          | Elliott Edmondson      | Ford Fiesta WRC        | M-Sport Ford WRT                 | M         |
| 69                       | Kalle Rovanperä         | Jonne Halttunen        | Toyota Yaris WRC       | Toyota Gazoo Racing WRT          | M         |
| 96                       | Ole Christian Veiby     | Jonas Andersson        | Hyundai i20 Coupe WRC  | Hyundai 2C Competition           | M         |
| 20                       | Pontus Tidemand         | Patrick Barth          | Škoda Fabia Rally2 Evo | Toksport WRT                     | P         |
| 21                       | Mads Østberg            | Torstein Eriksen       | Citroën C3 R5          | PH-Sport                         | M         |
| 22                       | Adrien Fourmaux         | Renaud Jamoul          | Ford Fiesta Rally2     | M-Sport Ford WRT                 | M         |
| 23                       | Jan Kopecký             | Jan Hloušek            | Škoda Fabia Rally2 Evo | Toksport WRT                     | M         |
| 24                       | Marco Bulacia Wilkinson | Marcelo Der Ohannesian | Citroën C3 R5          | Marco Bulacia Wilkinson          | P         |
| 25                       | Jari Huttunen           | Mikko Lukka            | Hyundai NG i20 R5      | Jari Huttunen                    | M         |
| 26                       | Kajetan Kajetanowicz    | Maciej Szczepaniak     | Škoda Fabia Rally2 evo | Kajetan Kajetanowicz             | P         |
| 27                       | Oliver Solberg          | Aaron Johnston         | Škoda Fabia Rally2 evo | Oliver Solberg                   | P         |
| 28                       | Emil Lindholm           | Mikael Korhonen        | Škoda Fabia Rally2 evo | Emil Lindholm                    | P         |
| 29                       | Umberto Scandola        | Guido D'Amore          | Hyundai NG i20 R5      | Umberto Scandola                 | M         |
| 30                       | Yohan Rossel            | Benoît Fulcrand        | Citroën C3 R5          | PH-Sport                         | M         |
| 31                       | Grégoire Munster        | Louis Louka            | Hyundai NG i20 R5      | Grégoire Munster                 | P         |
| 32                       | Enrico Brazzoli         | Maurizio Barone        | Škoda Fabia Rally2 evo | Enrico Brazzoli                  | P         |
| 34                       | Andreas Mikkelsen       | Anders Jæger-Amland    | Škoda Fabia Rally2 evo | Andreas Mikkelsen                | P         |
| 35                       | Cédric De Cecco         | Jérôme Humblet         | Škoda Fabia R5         | Cédric De Cecco                  | P         |
| 36                       | Josh McErlean           | Keaton Williams        | Hyundai i20 R5         | Motorsport Ireland Rally Academy | P         |
| 37                       | Giacomo Ogliari         | Giacomo Ciucci         | Citroën C3 R5          | Giacomo Ogliari                  | P         |
| 55                       | Kevin Abbring           | Pieter Tsjoen          | Volkswagen Polo GTI R5 | Kevin Abbring                    | P         |
| 56                       | Stéphane Lefebvre       | Thomas Dubois          | Citroën C3 R5          | D-Max Suisse                     | P         |
| 58                       | Niclas Grönholm         | Antti Linnaketo        | Škoda Fabia Rally2 evo | Niclas Grönholm                  | P         |
| 66                       | Franco Morbidelli       | Simone Scattolin       | Hyundai i20 R5         | Franco Morbidelli                | M         |
| 78                       | Maro Engel              | Ilka Minor             | Škoda Fabia Rally2 evo | Toksport WRT                     | P         |
| Fuente: ewrc-results.com |                         |                        |                        |                                  |           |

## Itinerario
| Día                      | Tramo | Nombre                            | Distancia | Ganador de la etapa | Automóvil             | Tiempo          | Líder de la general |
| ------------------------ | ----- | --------------------------------- | --------- | ------------------- | --------------------- | --------------- | ------------------- |
| Día 1 (3 de diciembre)   | —     | Hyundai Monza Circuit (Shakedown) | 4.64 km   | Thierry Neuville    | Hyundai i20 Coupe WRC | 3:08.7          | —                   |
| Día 1 (3 de diciembre)   | SS1   | Sottozero The Monza Legacy        | 4.33 km   | Sébastien Ogier     | Toyota Yaris WRC      | 3:31.5          | Sébastien Ogier     |
| Día 2 (4 de diciembre)   | SS2   | Scorpion 1                        | 13.43 km  | Dani Sordo          | Hyundai i20 Coupe WRC | 9:54.5          | Dani Sordo          |
| Día 2 (4 de diciembre)   | SS3   | Scorpion 2                        | 13.43 km  | Esapekka Lappi      | Ford Fiesta WRC       | 9:56.8          | Esapekka Lappi      |
| Día 2 (4 de diciembre)   | SS4   | Cinturato 1                       | 16.22 km  | Elfyn Evans         | Toyota Yaris WRC      | 11:56.5         | Esapekka Lappi      |
| Día 2 (4 de diciembre)   | SS5   | Cinturato 2                       | 16.22 km  | Sébastien Ogier     | Toyota Yaris WRC      | 11:53.5         | Esapekka Lappi      |
| Día 2 (4 de diciembre)   | SS6   | PZero Grand Prix 1                | 10.31 km  | Dani Sordo          | Hyundai i20 Coupe WRC | 5:52.5          | Dani Sordo          |
| Día 3 (5 de diciembre)   | SS7   | Selvino 1                         | 25.06 km  | Sébastien Ogier     | Toyota Yaris WRC      | 18:03.1         | Sébastien Ogier     |
| Día 3 (5 de diciembre)   | SS8   | Gerosa 1                          | 11.09 km  | Dani Sordo          | Hyundai i20 Coupe WRC | 7:05.0          | Dani Sordo          |
| Día 3 (5 de diciembre)   | SS9   | Costa Valle Imagna 1              | 22.17 km  | Elfyn Evans         | Toyota Yaris WRC      | 14:35.5         | Sébastien Ogier     |
| Día 3 (5 de diciembre)   | SS10  | Selvino 2                         | 25.06 km  | Tramo cancelado     | Tramo cancelado       | Tramo cancelado | Sébastien Ogier     |
| Día 3 (5 de diciembre)   | SS11  | Gerosa 2                          | 11.09 km  | Umberto Scandola    | Hyundai i20 R5        | 8:13.4          | Sébastien Ogier     |
| Día 3 (5 de diciembre)   | SS12  | Costa Valle Imagna 2              | 22.17 km  | Tramo cancelado     | Tramo cancelado       | Tramo cancelado | Sébastien Ogier     |
| Día 3 (5 de diciembre)   | SS13  | PZero Grand Prix 2                | 10.31 km  | Dani Sordo          | Hyundai i20 Coupe WRC | 5:47.8          | Sébastien Ogier     |
| Día 4 (6 de diciembre)   | SS14  | PZero Grand Prix 3                | 10.31 km  | Sébastien Ogier     | Toyota Yaris WRC      | 5:32.2          | Sébastien Ogier     |
| Día 4 (6 de diciembre)   | SS15  | Serraglio 1                       | 14.97 km  | Dani Sordo          | Hyundai i20 Coupe WRC | 11:10.2         | Sébastien Ogier     |
| Día 4 (6 de diciembre)   | SS16  | Serraglio 2 (Power Stage)         | 14.97 km  | Takamoto Katsuta    | Toyota Yaris WRC      | 11:05.5         | Sébastien Ogier     |
| Fuente: ewrc-results.com |       |                                   |           |                     |                       |                 |                     |

### Power stage
El power stage fue una etapa de 14.97 km al final del rally. Se otorgaron puntos adicionales del Campeonato Mundial a los cinco más rápidos.
| Pos. | Piloto           | Copiloto          | Coche                 | Equipo                  | Tiempo  | Puntos |
| ---- | ---------------- | ----------------- | --------------------- | ----------------------- | ------- | ------ |
| 1    | Takamoto Katsuta | Daniel Barritt    | Toyota Yaris WRC      | Toyota Gazoo Racing WRT | 11:05.5 | 5      |
| 2    | Ott Tänak        | Martin Järveoja   | Hyundai i20 Coupe WRC | Hyundai Shell Mobis WRT | +1.4    | 4      |
| 3    | Elfyn Evans      | Scott Martin      | Toyota Yaris WRC      | Toyota Gazoo Racing WRT | +2.4    | 3      |
| 4    | Esapekka Lappi   | Janne Ferm        | Ford Fiesta WRC       | M-Sport Ford WRT        | +2.5    | 2      |
| 5    | Dani Sordo       | Carlos del Barrio | Hyundai i20 Coupe WRC | Hyundai Shell Mobis WRT | +3.0    | 1      |